# 天佑小學
天佑小學（英語：Mary of Providence Primary School）是一所位於香港荃灣的天主教小學，兼收男女學生。於1960年成立。

## 校政管理
歷任校監
- 朱兆娟 女士[1]
- 胡路明 女士[2]
- 黃敏冰 女士

歷任校長
- 朱兆娟 女士[1]
- 袁引 修女[1]
- 張綺芳 女士[2]
- 周詠詩 女士 (2013-2016,厡任課程發展主任, 後調任聖伯多祿天主教小學, 現任深井天主教小學校長)
- 陳志恒 先生 (2016-2020,後調任祖堯天主教小學)
- 李喜森 先生 (2020起)

歷任副校長
- 余美好 女士

## 歷史
天佑小學於1960年由拯望會第一任長法修女及朗修女、朱兆娟修女及聖心修女共商各香港政府申請撥地興建，校址原為荃灣舊海壩村對出的大海，經填海而成，建校耗資50餘萬港元，由拯望會及政府各負擔一半。天佑小學以拯望會會主真福主顧瑪利亞（Marie de la Providence）命名，1960年3月25日分別由教育司高雅主持奠基，白英奇主教祝聖，於同年夏季先行開課，直到12月3日才由助理教育司簡寧授鑰。拯望會於1980年將天佑小學交香港天主教教區接管。

## 著名/傑出校友
- 吳建華：中國民族貿易促進會海外業務部部長、第15屆世界傑出華人獎之一
- 阮文泰（專家Dickson）：香港男演員、作家
- 馮志強（1986年小六）：香港編劇及導演
- 張銳輝：香港教育專業人員協會副會長
- 史東甫（1986年小六）：香港中文大學化學系客座副教授、香港交通安全隊副總監（支援）
- 厲才康（1969年小六）：格林威治大學數學與計算學院教授
- 唐紫睿（原名唐瓊凱）：模特兒、演員
- 丘雨勤：前加拿大新時代電視和加拿大中文電台節目主持及體育新聞主播，香港體育主持人兼評述員[3]
- 屎萊姆：香港YouTuber[4]
- 丘卓恒：保安局副秘書長[註 1]
- 鄺來興（1972年小六）：荃灣區議會議員[註 2]
- 江碧蕙：香港首位華人女騎師
- 彭慧中：香港女藝人
- 周秀蘭（1973年小六）：前香港女演員

## 外部連結
- 天佑小學官網 （页面存档备份，存于）